# Északi-szigeti barna kivi
Az északi-szigeti barna kivi (Apteryx mantelli) a madarak osztályának struccalakúak (Struthioniformes) rendjébe, a kivifélék (Apterygidae) családjához tartozó faj. Sokáig a barna kivi Apteryx australis alfajának számított.
A kivik Új-Zéland nemzeti szimbólumai. Általában a kivifélék a nemzeti madarak, de ha fajra kell leszűkíteni, akkor az öt faj közül az északi-szigeti barna kivire gondolnak, mint nemzeti madárra.

## Elterjedése, élőhelye
Új-Zéland északi-szigetén él. Erdők, bozótosok rejtőzködő állata.

## Megjelenése
Testhossza 40 centiméter, testtömege pedig 2,2 kilogramm. A tojó ugyanolyan magas, de testtömege 2,9 kilogramm. Lapos szegycsontú, röpképtelen madár. A becslések szerint kb. 1000 példánya él.

## Életmódja
Éjszaka aktív, erdei állat. Napközben üregekbe húzódik. Rosszul lát, az orrnyílása a csőre hegyén van, nagyon jó a szaglása. Lárvákkal, rovarokkal, puhatestűekkel és gyümölcsökkel táplálkoznak. Félénk, gyors futású madár. A hangja magas, sípoló.

## Szaporodása
A tojó két, a madár méretéhez képest hatalmas tojást rak, egy csupasz üregbe vagy fatörzsbe. A hímek kotlanak, a fiókák fészekhagyók.
A tojás a nőstény egész borda alatti részét kitölti, ezzel megnehezíti a kotló mozgását, légzését. A kivinél tart a leghosszabb ideig a fióka kiköltése, 80 napig azaz kb. 3 hónapig eltart.[forrás?]